# Ninja Gaiden Sigma
Ninja Gaiden Sigma je ekskluzivna videoigra japanske tvrtke Tecmo za konzolu PlayStation 3 koja je u Europi izašla početkom srpnja 2007. godine.

## Dodatni sadržaji
Producent ove igre Yosuke Hayashi[kriva transliteracija] je najavio da će preko mrežne službe PlayStation Network biti moguće skinuti dodatni sadržaj, ali detalja o tome još uvijek nema.

### Prodaja
U prvom tjednu u Japanu je prodano 46.307 primjeraka za oko 929 tisuća vlasnika PS3 konzole.